# Línea 2 del Metro de Shanghái
La línea 2 forma el eje este-oeste de la red del Metro de Shanghái, que se cruza con el eje norte-sur (línea 1) en la Plaza del Pueblo. Con una longitud de unos 64 km, es la línea más larga del sistema. Discurre desde Xujing Este en el oeste hasta el Aeropuerto Internacional de Pudong en el este, pasando por el Aeropuerto de Hongqiao, el Río Huangpu, y el distrito financiero de Lujiazui en Pudong. Es la única línea que pasa por los dos aeropuertos. Con un número de pasajeros diario de casi 1,5 millones, es la línea con más tráfico del Metro de Shanghái. La parte este de la línea, desde Calle Guanglan hasta Aeropuerto Internacional de Pudong, solo funciona desde las 6:00 a. m. hasta las 10:00 p. m.

## Historia
La primera sección de la Línea 2 abrió el 28 de octubre de 1999, desde la Estación de Parque Zhongshan hasta la Estación de Calle Longyang. Esta sección, que incluía doce estaciones, totalizaba 16,3 km. Un año después, se añadió la Estación del Parque Alta-tecnológico de Zhangjiang al este de la línea, aumentando la longitud en 2,8 km. En diciembre de 2006 abrieron cuatro nuevas estaciones, situadas al oeste de la de Zhongshan, extendiendo la línea hasta la Estación de Calle Songhong. Esta sección añadió otros 6,15 km. Cuatro años después, se extendió considerablemente como preparación para la Expo de 2010. En febrero, se reconstruyó la estación del Parque Alta-tecnológico de Zhangjiang. Otra extensión por el este hizo que llegara hasta la Estación de Calle Guanglan. Un mes después, la línea se extendió por el oeste hasta Xujing Este, aádiendo 8 km e incluyendo paradas en Aeropuerto Internacional de Hongqiao y la Estación de Trenes de Hongqiao. En abril, una extensión por el oeste añadió ocho estaciones, totalizando 26,6 km y extendiéndola hasta Aeropuerto Internacional de Pudong.
En octubre de 2006, se decidió renombrar tres estaciones de la Línea 2 al final del año, adoptando un nuevo esquema: las estaciones de metro, al contrario que las paradas de autobús, no se nombrarán como las calles vecinas, sino calles y lugares famosos en los alrededores, lo que hace que sea más fácil encontrarlos para los visitantes. Las estaciones que han cambiado de nombre son Avenida del Siglo (antiguamente Calle Dongfang), Calle Nanjing Este (antiguamente Calle Henan Medio) y Calle Nanjing Oeste (antiguamente Calle Shimenyi).

## Recorrido

### Desde Xujing Este hasta Calle Nanjing Oeste
La línea comienza en Xujing Este, en la intersección de Calle Xumin Este y Calle Zhuguang. Se dirige hacia el noreste bajo Calle Xumin Este durante unos 0,8 km antes de desviarse en dirección este, pasando por debajo de Calle Huaxiang. Después la línea entra a la estación de intercambio de la Estación de Trenes de Shanghái Hongqiao. Esta estación es un transbordo con línea 10 y línea 17. Poco después, la entra en la Estación de la Terminal 2 del Aeropuerto de Hongqiao. Posteriormente, gira hacia el norte hasta que se encuentra con Calle Tianshan y gira de nuevo hacia el este, aproximadamente paralela a Calle Tianshan. A lo largo de esta calle, pasa por las estaciones de Calle Songhong, Beixinjing, y Calle Weining. En la Estación de Calle Loushanguan, la línea se desvía de Calle Tianshan con dirección noreste. Entonces entra en la Estación de Parque Zhongshan, a lo largo de Calle Changning, un transbordo con línea 3 y línea 4. Posteriormente discurre paralela a Calle Changning durante una corta distancia antes de dirigirse al este por debajo de Calle Yuyuan. A lo largo de Calle Yuyuan, hay una estación en Calle Jiangsu, trasnsbordo con la línea 11. Al este de esta estación, la línea se desvía de Calle Yuyuan y discurre por debajo de Calle Yongyuan, que se une Calle Nanjing Oeste, donde entra en la Estación del Templo Jing'an, transbordo con la línea 7. Justo antes de entrar en la Estación de Calle Nanjing Oeste, se desvía de Calle Nanjing Oeste, aunque vuelve por debajo de la calle poco después.

### Desde Calle Nanjing Este hasta Calle Longyang

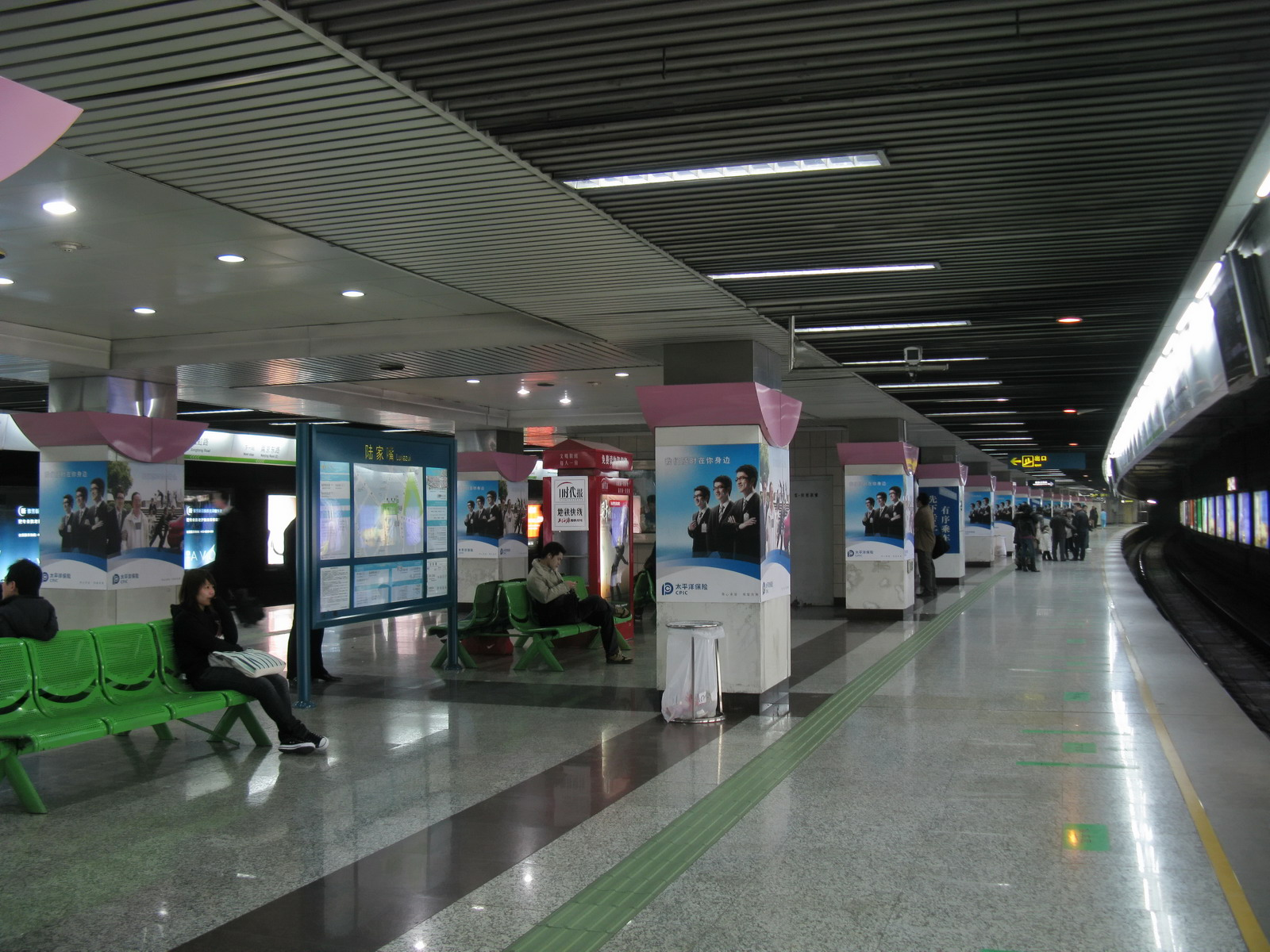
La Línea 2 por la Estación de Lujiazui

Al este de la Estación de Calle Nanjing Oeste, la Línea 2 se dirige hacia el este a lo largo de Calle Nanjing Oeste, pasando por debajo de la Carretera Elevada Sur-Norte. Entonces gira hacia el noreste hacia la Estación de Plaza del Pueblo, transbordo con las líneas 1 y 8. Al este de la estación de Plaza del Pueblo, la línea avanza bajo Calle Nanjing Este hasta la Estación de Calle Nanjing Este. Dejando el Distrito de Puxi, pasa por debajo del Río Huangpu y entra en el distrito de Pudong. Pasa por la Torre Perla Oriental y el Shanghai World Finance Center (Centro Financiero Mundial de Shanghái) cerca de la Estación de Lujiazui. Discurre por debajo de Avenida del Siglo y gira en dirección sudeste hasta la Estación de Calle Dongchang. Entonces se dirige a la Estación de Avenida del Siglo, la mayor estación de trasbordo de la línea, por la que pasan también línea 4, línea 6 y línea 9. Continúa a lo largo de Avenida del Siglo en dirección sudeste hacia la Estación del Museo de Ciencia y Tecnología de Shanghái. Desde aquí, gira hacia el sur a través de Parque del Siglo hacia la Estación de Parque del Siglo. Posteriormente, gira al sudeste y después al este. Entra a la Estación de Calle Longyang, transbordo con la línea 7, línea 16 y el Shanghai Maglev.

### Desde Calle Longyang a Aeropuerto Internacional de Pudong
Desde la Estación de Calle Longyang, la línea se dirige al este, discurriendo por debajo de Calle Zuchongzhi hacia la Estación del Parque Alta-tecnológico de Zhangjiang. Después, sigue bajo Calle Zuchongzhi con dirección noreste hacia las estaciones de Calle Jinke y Calle Guanglan. Posteriormente se desvía de Calle Zuchongzhi y pasa bajo la Autopista S20 hacia las estaciones de Tangzhen y Calle Chuangxin Medio, girando hacia el sur. Se dirige hacia la Estación de Calle Huaxia Este y gira de nuevo hacia el este, discurriendo bajo Calle Chuanhuan Sur. Después, pasa por la Estación de Chuansha. Tras desviarse de Calle Chuanhuan Sur, pasa por las estaciones de Calle Lingkong y Avenida Yuandong bajo Calle Huazhou antes de girar hacia el sudeste. Después, comienza a discurrir paralela al Shanghai Maglev, bajo la Autopista S1 y entra en la Estación de Calle Haitiansan. Desde aquí, continúa hacia el sur hasta su término en la Estación de Aeropuerto Internacional Pudong, que sirve a Aeropuerto Internacional Pudong.

## Estaciones
| O | E | Nombre de la estación Castellano          | Nombre de la estación Hanzi | Transbordo                         | Localización |
|   |   |                                           |                             |                                    |              |
| ● |   | Xujing Este                               | 徐泾东                      |                                    | Qingpu       |
| ● |   | Estación de Hongqiao                      | 虹桥火车站                  | línea 17Shanghái Hongqiao          | Minhang      |
| ● |   | Terminal 2 de Aeropuerto de Hongqiao      | 虹桥2号航站楼               |                                    | Minhang      |
| ● |   | Calle Songhong                            | 淞虹路                      |                                    | Changning    |
| ● |   | Beixinjing                                | 北新泾                      |                                    | Changning    |
| ● |   | Calle Weining                             | 威宁路                      |                                    | Changning    |
| ● |   | Calle Loushanguan                         | 娄山关路                    |                                    | Changning    |
| ● |   | Parque Zhongshan                          | 中山公园                    |                                    | Changning    |
| ● |   | Calle Jiangsu                             | 江苏路                      |                                    | Changning    |
| ● |   | Templo Jing'an                            | 静安寺                      |                                    | Jing'an      |
| ● |   | Calle Nanjing Oeste                       | 南京西路                    | * * = transbordo fuera del sistema | Jing'an      |
| ● |   | Plaza del Pueblo                          | 人民广场                    |                                    | Huangpu      |
| ● |   | Calle Nanjing Este                        | 南京东路                    |                                    | Huangpu      |
| ● |   | Lujiazui                                  | 陆家嘴                      |                                    | Pudong       |
| ● |   | Calle Dongchang                           | 东昌路                      |                                    | Pudong       |
| ● |   | Avenida del Siglo                         | 世纪大道                    |                                    | Pudong       |
| ● |   | Museo de Ciencia y Tecnología de Shanghái | 上海科技馆                  |                                    | Pudong       |
| ● |   | Parque del Siglo                          | 世纪公园                    |                                    | Pudong       |
| ● |   | Calle Longyang                            | 龙阳路                      | Maglev                             | Pudong       |
| ● |   | Parque Alta-tecnológico de Zhangjiang     | 张江高科                    |                                    | Pudong       |
| ● |   | Calle Jinke                               | 金科路                      |                                    | Pudong       |
| ● | ● | Calle Guanglan                            | 广兰路                      |                                    | Pudong       |
| ● | ● | Tangzhen                                  | 唐镇                        |                                    | Pudong       |
|   | ● | Calle Chuangxin Medio                     | 创新中路                    |                                    | Pudong       |
|   | ● | Calle Huaxia Este                         | 华夏东路                    |                                    | Pudong       |
|   | ● | Chuansha                                  | 川沙                        |                                    | Pudong       |
|   | ● | Calle Lingkong                            | 凌空路                      |                                    | Pudong       |
|   | ● | Avenida Yuandong                          | 远东大道                    |                                    | Pudong       |
|   | ● | Calle Haitiansan                          | 海天三路                    |                                    | Pudong       |
|   | ● | Aeropuerto Internacional de Pudong        | 浦东国际机场                | Maglev                             | Pudong       |
|   |   |                                           |                             |                                    |              |

## Tecnología

### Suministro de energía
Siemens Transportation Systems equipó esta línea con catenarias (material: acero galvanizado) y siete subestaciones de suministro de corriente continua.

### Flota de vehículos
Los trenes de las series AC02A, AC08 y AC17a operan desde Xujing Este hasta Calle Guanglan mientras que los trenes de las series AC17b operan desde Calle Guanglan hasta Aeropuerto Internacional Pudong.
| Tipo   | Fecha de fabricación | Serie | Vagones | Montaje              | Notas                               |
| ------ | -------------------- | ----- | ------- | -------------------- | ----------------------------------- |
| Tipo A | 2000 - 2001          | AC02A | 16      | Tc+Mp+M+Mp+M+Mp+M+Tc | Fabricados por Siemens AG y ADtranz |
| Tipo A | 2007 - 2009          | AC08  | 21      | Tc+Mp+M+Mp+M+Mp+M+Tc | Fabricados por Alstom y CSR Puzhen  |
| Tipo A | 2009 - 2010          | AC17a | 16      | Tc+Mp+M+Mp+M+M+Mp+Tc | Fabricados por Alstom y CSR Puzhen  |
| Tipo A | 2009 - 2010          | AC17b | 16      | Tc+Mp+Mp+Tc          | Fabricados por Alstom y CSR Puzhen  |